# Объект первого класса
Объектами первого класса (англ. first-class object, first-class entity, first-class citizen) в контексте конкретного языка программирования называются элементы, которые могут быть переданы как параметр, возвращены из функции, присвоены переменной.
Понятие объектов первого и второго классов было предложено в 1967 г. Кристофером Стрэчи в статье «Understanding Programming Languages», где процедуры языка Алгол, в противоположность действительным числам, он сравнил с подвергающимися социальной дискриминации «людьми второго сорта» (англ. second-class citizens).

## Определение
Объект называют «объектом первого класса», если он:
- может быть сохранен в переменной или структурах данных;
- может быть передан в функцию как аргумент;
- может быть возвращен из функции как результат;
- может быть создан во время выполнения программы;
- внутренне самоопознаваем (независим от именования).

Термин «объект» используется здесь в общем смысле и не ограничивается объектами языка программирования. Так, значения простейших типов данных, например, integer и float, во многих языках являются «объектами первого класса».

## Примеры
В C и C++ нельзя создавать функции во время выполнения программы, поэтому функции не являются объектами первого класса в этих языках. В то же время указатели на функцию можно передавать в качестве аргумента и возвращать из другой функции, поэтому иногда функции в C++ называют объектами второго класса (англ. second-class object). Тем не менее, в C++ есть понятие функционального объекта (англ. function object), который является объектом первого класса и реализует эквивалентную функциям семантику.
В Smalltalk , Scala, и JavaScript функции (методы) и классы являются объектами первого класса. Поскольку операторы (+, -) в Smalltalk по сути методы, они также являются объектами первого класса.

Пример кода на языке Nim.
```
# присвоим процедуру переменной

var
 
value
 
=
 
proc
()
 
=

  
echo
 
"value"

value
()
 
# вызов процедуры

var
 
value2
 
=
 
value

value2
()
 
# вызов процедуры

# процедура будет передана другой

proc
 
two
():
 
string
 
=

  
return
 
"two"

# процедура будет получать другую процедуру

proc
 
wrap
(
x
:
 
proc
)
 
=

  
echo
 
"one"

  
echo
 
x
()

  
echo
 
"three"

# вызов процедуры которая получает на вход другую процедуру

wrap
(
two
)

# процедура, которая возвращает процедуру

proc
 
closure
(
x
:
 
int
):
 
proc
 
=

  
proc
 
res
(
y
:
int
):
 
int
 
=

    
return
 
y
*
y
+
x

  
return
 
res

var
 
result
 
=
 
closure
(
2
)
 
# вызовем процедуру которая вернет другую процедуру

echo
 
result
(
3
)
 
# вызов внутренней процедуры

```